# Polenblut
Polenblut (título original en alemán; conocida en español como Sangre polaca y como La danzarina de Cracovia) es una opereta en tres actos con música de Oskar Nedbal. Su libreto en alemán fue escrito por Leo Stein tomando como base literaria el relato La campesina señorita de Aleksandr Pushkin perteneciente a los Cuentos del difunto Iván Petróvich Belkin. La opereta se estrenó el 25 de octubre de 1913 en el Carltheater de Viena.
Apenas dos meses después del estreno absoluto fue representada por vez primera Polská krev, su adaptación checa, en el Teatro Municipal de Pilsen (el 26 de diciembre de 1913). El libreto estaba firmado por el tenor Zdeněk Knittl. Tras la Primera Guerra Mundial, esta adaptación se convirtió en la opereta más representada de la joven Checoslovaquia. Hoy en día es considerada la opereta checa más popular.
La adaptación al polaco bajo el título Polska krew tuvo lugar en Varsovia, entonces parte del Imperio Ruso, el 14 de septiembre de 1915; Rusia estaba en ese momento en guerra con Austria-Hungría.
Polenblut se difundió en los países de habla española en dos adaptaciones diferentes. La titulada Sangre polaca fue realizada por José Casas y la estrenó en 1918 la compañía de Esperanza Iris mientras que la que lleva por título La danzarina de Cracovia se debe a Emilio González del Castillo y fue dada a conocer por vez primera en el Teatro de la Reina Victoria de Madrid el 19 de noviembre de 1918.

## Argumento
La acción tiene lugar en la parte rusa de Polonia a principios del siglo XX.

### Acto I - Un gran baile en Varsovia
El conde Boléslaw Baranski, Bolo para sus amigos, gusta más del lado alegre de la vida que del trabajo. No resulta por ello extraño que haya arruinado completamente su gran fortuna. En la actualidad está obsesionado por la bailarina Wanda Kwasinskaja, artista invitada en Varsovia en este momento. Pero ella también le ocasiona gastos. Justo lo contrario le ocurre al amigo polaco de Bolo, Jan Zarémba. Él sabe cómo mantener sus bienes en buen estado y aumentar su patrimonio. A Jan Zarémba le encantaría ayudar a su amigo, pero para ello aquél tendría que modificar su estilo de vida. Después de todo, no quiere tirar su dinero a un pozo sin fondo.
Zarémba tiene una hija que, cuando surge una necesidad, puede ser de verdadera ayuda. Heléna, así se llama la chica, es una mujer muy enérgica, auténtica sangre polaca. Si Bolo se casara con ella, Zarémba está seguro de que le sacaría todas las tonterías de la cabeza. Heléna también estaría encantada de casarse con Bolo, pues está enamorada de él desde hace tiempo.

### Acto II - Hacienda del Conde Baranski
Cuando Zarémba le ofrece a Bolo poder casarse con su hija y así disfrutar de una buena dote, este se niega rotundamente. Su esposa debe ser noble, como él, o tener una profesión artística, como Wanda Kwasinskaja. Cuando Heléna tiene noticia de cómo ha sido bruscamente rechazada por su amado, busca venganza. En el pueblo corre la noticia de que el ama de llaves de Bolo ha renunciado a su trabajo tras muchos años porque se ha cansado de su carácter. Heléna tiene entonces una idea: se alía con Bronio von Popiel, un amigo de Bolo, para que la recomiende a él como nueva ama de llaves. Para que su nuevo jefe no la reconozca, se disfraza de una simple campesina haciéndose llamar Marynia. Heléna o Marynia exige a su futuro amo poder tener la última palabra en todas las decisiones que afecten a la gestión de la finca. Por supuesto a Bolo no le hace ninguna gracia esta petición. Pero está hasta el cuello y sin ama de llaves no va a poder salir de su difícil situación por lo que acaba aceptando.
Ahora la finca tiene otros aires. Algo que detectan los amigos de Bolo, que hasta el momento habían estado aprovechándose de él. El ama de llaves Marynia los expulsa de la casa. Además, esconde el alcohol para que Bolo no pueda continuar bebiendo más. Él está destrozado con su nueva casera. Ella le fascina y desconcierta a partes iguales. Y cuando se da cuenta de que su patrimonio va mejorando paulatinamente, descubre que se ha enamorado de ella. Poco a poco se olvida de su anterior vida azarosa y se pone a trabajar de la mañana a la noche.

### Acto III - Hacienda del Conde Baranski
Llega el otoño y con él la cosecha, que se presenta abundante. Las sirvientas y los labradores celebran alegremente la fiesta de la cosecha. Según una vieja costumbre, el terrateniente debe colocar la corona de la cosecha en la cabeza de uno de sus empleados. Como era de esperar, elige a su ama de llaves Marynia para ello. A la par, le pide que se convierta en su esposa. Marynia le confiesa que en realidad es Heléna Zarémba, a la que él rechazó una vez. Pero su primigenia intención de vengarse de él ha dado paso ahora al amor. Ambos sienten que se complementan a las mil maravillas.

## Repartos de los estrenos
| Personaje                                 | Tesitura             | Estreno absoluto (Viena, 25-10-1913) | Estreno checo (Pilsen, 26-12-1913) | Estreno español (Madrid, 19-XI-1918) |
| ----------------------------------------- | -------------------- | ------------------------------------ | ---------------------------------- | ------------------------------------ |
| Jan Zarémba / = / Nicolás                 | bajo                 | Rudolf Waldemar                      | Adolf Kreuzmann                    | José Moncayo                         |
| Heléna Zarémba / = / Elena                | soprano              | Mizzi Zwerenz                        | Mimi Vilímová                      | Rafaela G. de Haro                   |
| Conde Boléslaw Baranski (Bolo) / = / Tony | tenor                | Karl Pfann                           | Adolf Vrba                         | Felipe Cabasés                       |
| Bronio von Popiel / = / Miguel            | tenor buffo          | Josef König                          | Richard Branald                    | Pedro Barreto                        |
| Wanda Kwasinskaja / = / Ana               | soubrette            | Käthe Ehren                          | Marie Sýkorová                     | Consuelo Hidalgo                     |
| Jadwiga Pawlowa / = / Gertrudis           | soprano              | Therese Löwe                         | Marie Kolecká                      | Consuelo Mesejo                      |
| Mirski / - / Ladis                        | bajo                 | …                                    | Bohuš Vilím                        | Julio Lorente                        |
| Gorski / - / Guillermo                    | tenor                | …                                    | Karel Hruška                       | Enrique Gandía                       |
| Wolenski / - / Simón                      | tenor                | …                                    | Josef Brzek                        | Emilio Barta                         |
| Senowicz / - / Ricardo                    | bajo                 | …                                    | …                                  | Ernesto Lorente                      |
| Señora de Drygulska / Draganska / Lucía   | soprano              | …                                    | …                                  | Laura Pinillos                       |
| Condesa Napolska / = / Rosa               | soprano              | …                                    | …                                  | Asunción Lledó                       |
| Wlastek / = / Matías                      | barítono             | …                                    | …                                  | Emilio Gutiérrez                     |
| Dirección musical:                        | Dirección musical:   | Oskar Nedbal                         | Jan Janota                         | …                                    |
| Dirección de escena:                      | Dirección de escena: | Karl Wallner                         | Richard Branald                    | Ricardo de la Vega                   |
| Coreografía:                              | Coreografía:         | …                                    | Jaroslav Hladík                    | …                                    |

## Adaptaciones cinematográficas
- Polenblut (1934). Coproducción checoslovaco-alemana. Director: Karel Lamač. Reparto: Anny Ondra, Hans Moser, Iván Petrovich, Margarete Kupfer, Hilde Hildebrand, Rudolf Carl[7]
- Polenblut (1966). Producción televisiva de la ZDF. Director: Wolfgang Liebeneiner. Reparto: Hans Joachim Worringen, Peter Garden, Ina Dressel.[8]